# Łączki (Adaminowo)
Łączki – część wsi Adaminowo w Polsce, położona w województwie kujawsko-pomorskim, w powiecie włocławskim, w gminie Włocławek.
W latach 1975–1998 Łączki administracyjnie należały do województwa włocławskiego.